# Glanidium bockmanni
Glanidium bockmanni är en fiskart som beskrevs av Sarmento-soares och Buckup 2005. Glanidium bockmanni ingår i släktet Glanidium och familjen Auchenipteridae. Inga underarter finns listade i Catalogue of Life.